# Ibrahim Amadou
Ibrahim Amadou (Douala, Camerún, 6 de abril de 1993) es un futbolista francés que juega como centrocampista en el Shanghái Shenhua de la Superliga de China.

## Trayectoria
Llegado a la cantera del A. S. Nancy-Lorraine desde el Levallois SC en 2008 siendo una de las piedras angulares del equipo francés desde su llegada. Dos temporadas después empieza a alternar apariciones tanto en el filial como en el primer equipo.
A comienzos de la temporada 2015-16 es traspasado al Lille O. S. C. por dos millones de euros donde permanecería hasta el final de la temporada 2017-18 que lo fichó el Sevilla FC. Desde la pretemporada se hizo con un puesto fijo en el equipo de Pablo Machín.
Tras un año en el conjunto español, el 7 de agosto de 2019 fue cedido al Norwich City por una temporada con opción de compra, donde jugó diez encuentros. En enero de 2020 se canceló la cesión y se marchó, también prestado, al C. D. Leganés, para acabar la segunda mitad del año.
A pesar de tener ofertas de cesión del Brest y el Elche C. F., entre otros, e incluso de compra del Cádiz C. F. y del R. C. Estrasburgo, el Sevilla decidió el 5 de octubre de 2020 cederlo por una temporada al Angers S. C. O. Debutó con el equipo francés en el empate a uno contra el F. C. Metz.
En la temporada 2021-22 el club hispalense decidió no inscribirlo ni para la Liga ni para la Liga de Campeones. El 12 de enero de 2022 abandonó definitivamente la entidad tras rescindir su contrato, haciéndose oficial al día siguiente su llegada al F. C. Metz. Al finalizar el curso quedó libre, permaneciendo dos meses sin equipo hasta que el 1 de septiembre regresó al Angers S. C. O.
Después de la resicion de su contrato con el Angers S. C. O. fue fichado el 30 de marzo de 2023 por el Shanghái Shenhua.

## Selección nacional
Ha jugado en las filas de la selección de fútbol sub-19 de Francia y aunque fue llamado por la selección absoluta de Camerún decidió no ir a la convocatoria del equipo africano.

## Estadísticas
Actualizado al último partido disputado el 2 de noviembre de 2024.
| Club                            | Div.          | Temporada     | Liga  | Liga  | Copas nacionales | Copas nacionales | Copas internacionales | Copas internacionales | Total | Total |
| Club                            | Div.          | Temporada     | Part. | Goles | Part.            | Goles            | Part.                 | Goles                 | Part. | Goles |
| ------------------------------- | ------------- | ------------- | ----- | ----- | ---------------- | ---------------- | --------------------- | --------------------- | ----- | ----- |
| A. S. Nancy-Lorraine II Francia | 4.ª           | 2010-11       | 4     | 0     | —                | —                | —                     | —                     | 4     | 0     |
| A. S. Nancy-Lorraine II Francia | 4.ª           | 2011-12       | 7     | 0     | —                | —                | —                     | —                     | 7     | 0     |
| A. S. Nancy-Lorraine II Francia | 4.ª           | 2012-13       | 16    | 1     | —                | —                | —                     | —                     | 16    | 1     |
| A. S. Nancy-Lorraine II Francia | 5.ª           | 2013-14       | 11    | 0     | —                | —                | —                     | —                     | 11    | 0     |
| A. S. Nancy-Lorraine II Francia | Total club    | Total club    | 38    | 1     | 0                | 0                | 0                     | 0                     | 38    | 1     |
| A. S. Nancy-Lorraine Francia    | 1.ª           | 2012-13       | 1     | 0     | 2                | 0                | —                     | —                     | 3     | 0     |
| A. S. Nancy-Lorraine Francia    | 2.ª           | 2013-14       | 20    | 0     | 3                | 0                | —                     | —                     | 23    | 0     |
| A. S. Nancy-Lorraine Francia    | 2.ª           | 2014-15       | 36    | 2     | 4                | 0                | —                     | —                     | 40    | 2     |
| A. S. Nancy-Lorraine Francia    | Total club    | Total club    | 57    | 2     | 9                | 0                | 0                     | 0                     | 66    | 2     |
| Lille O. S. C. II Francia       | 5.ª           | 2015-16       | 5     | 1     | —                | —                | —                     | —                     | 5     | 1     |
| Lille O. S. C. II Francia       | Total club    | Total club    | 5     | 1     | 0                | 0                | 0                     | 0                     | 5     | 1     |
| Lille O. S. C. Francia          | 1.ª           | 2015-16       | 22    | 1     | 7                | 0                | —                     | —                     | 29    | 1     |
| Lille O. S. C. Francia          | 1.ª           | 2016-17       | 35    | 1     | 4                | 1                | 2                     | 0                     | 41    | 2     |
| Lille O. S. C. Francia          | 1.ª           | 2017-18       | 30    | 0     | 2                | 0                | —                     | —                     | 32    | 0     |
| Lille O. S. C. Francia          | Total club    | Total club    | 87    | 2     | 13               | 1                | 2                     | 0                     | 102   | 3     |
| Sevilla F. C. · España          | 1.ª           | 2018-19       | 17    | 0     | 6                | 0                | 9                     | 0                     | 32    | 0     |
| Sevilla F. C. · España          | Total club    | Total club    | 17    | 0     | 6                | 0                | 9                     | 0                     | 32    | 0     |
| Norwich City F. C. Inglaterra   | 1.ª           | 2019-20       | 11    | 0     | 2                | 0                | —                     | —                     | 13    | 0     |
| Norwich City F. C. Inglaterra   | Total club    | Total club    | 11    | 0     | 2                | 0                | 0                     | 0                     | 13    | 0     |
| C. D. Leganés · España          | 1.ª           | 2019-20       | 10    | 0     | —                | —                | —                     | —                     | 10    | 0     |
| C. D. Leganés · España          | Total club    | Total club    | 10    | 0     | 0                | 0                | 0                     | 0                     | 10    | 0     |
| Angers S. C. O. Francia         | 1.ª           | 2020-21       | 24    | 0     | 4                | 2                | —                     | —                     | 28    | 2     |
| F. C. Metz Francia              | 1.ª           | 2021-22       | 10    | 1     | 0                | 0                | —                     | —                     | 10    | 1     |
| F. C. Metz Francia              | Total club    | Total club    | 10    | 1     | 0                | 0                | 0                     | 0                     | 10    | 1     |
| Angers S. C. O. Francia         | 1.ª           | 2022-23       | 7     | 0     | 1                | 0                | —                     | —                     | 8     | 0     |
| Angers S. C. O. Francia         | Total club    | Total club    | 31    | 0     | 5                | 2                | 0                     | 0                     | 36    | 2     |
| Shanghái Shenhua China          | 1.ª           | 2023          | 28    | 2     | 3                | 0                | —                     | —                     | 31    | 2     |
| Shanghái Shenhua China          | 1.ª           | 2024          | 27    | 2     | 4                | 0                | 3                     | 0                     | 34    | 2     |
| Shanghái Shenhua China          | Total club    | Total club    | 55    | 4     | 7                | 0                | 3                     | 0                     | 65    | 4     |
| Total carrera                   | Total carrera | Total carrera | 321   | 11    | 42               | 3                | 14                    | 0                     | 377   | 14    |
| 1. 2.                           |               |               |       |       |                  |                  |                       |                       |       |       |

## Palmarés

### Títulos nacionales
| Título             | Club             | País  | Año  |
| ------------------ | ---------------- | ----- | ---- |
| Copa de China      | Shanghái Shenhua | China | 2023 |
| Supercopa de China | Shanghái Shenhua | China | 2024 |
| Supercopa de China | Shanghái Shenhua | China | 2025 |